# Smith & Wesson Модель 469
Smith & Wesson Модель 469 самозарядний пістолет, під набій калібру 9 мм.

## Історія та конструкція
Модель 469 є раннім варіантом Smith & Wesson 59 серії. Передбачалося, що це буде пістолет, який можна легко приховати, але з достатньою вогневою потужністю, щоб можна було використовувати у якості службової зброї. Пістолет має УСМ подвійної дії, довжина стволу становить 3,5 дюйми, на затворі розташовано запобіжник/важіль безпечного спуску. Місткість магазина 12 набоїв.
Коли Smith & Wesson представила серію напівавтоматичних пістолетів «третього покоління», на зміну моделі 469 прийшло кілька аналогічних пістолетів. Серед них були Модель 6904, яка мала рамку зі сплаву з воронуванням, Модель 6906, яка була зроблена з неіржавної сталі, обидва пістолети мали УСМ подвійної/одинарної дії. Модель 6946 була схожа на 6906, але мала УСМ лише подвійної дії.
Хоча пістолети 69-ї серії вже не випускають, пістолет Smith & Wesson M&P з полімерною рамою має подібні розміри та таку саму довжину стволу й місткість магазина (під набій 9 мм).